# Macizo barlongo

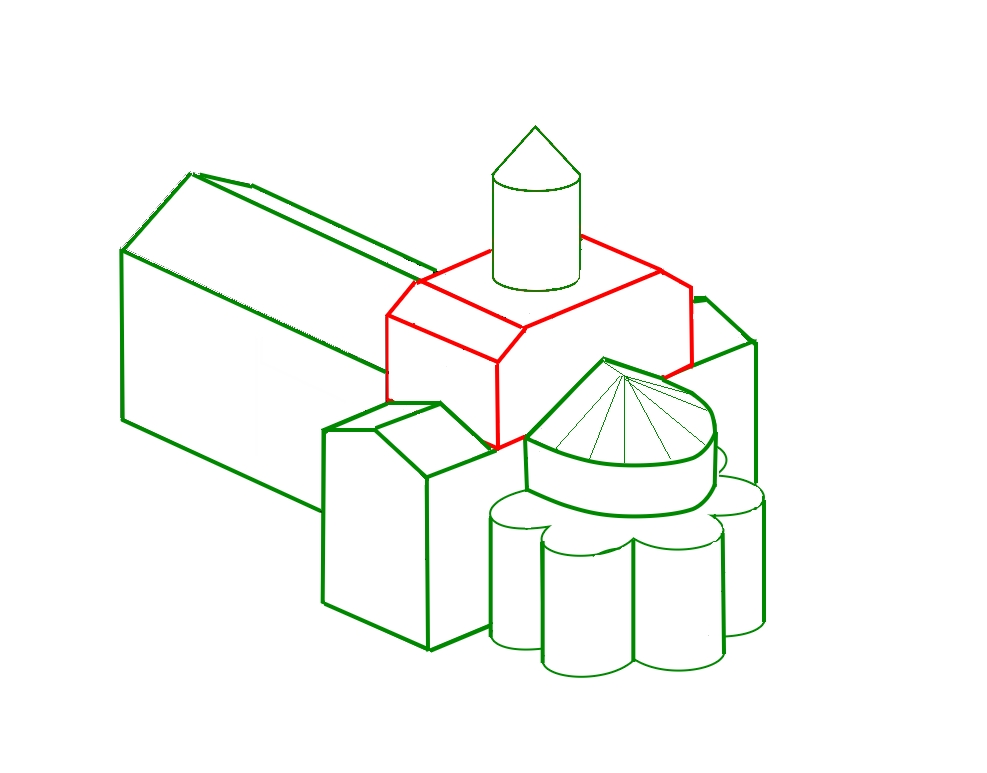
Esquema de localización del macizo barlongo

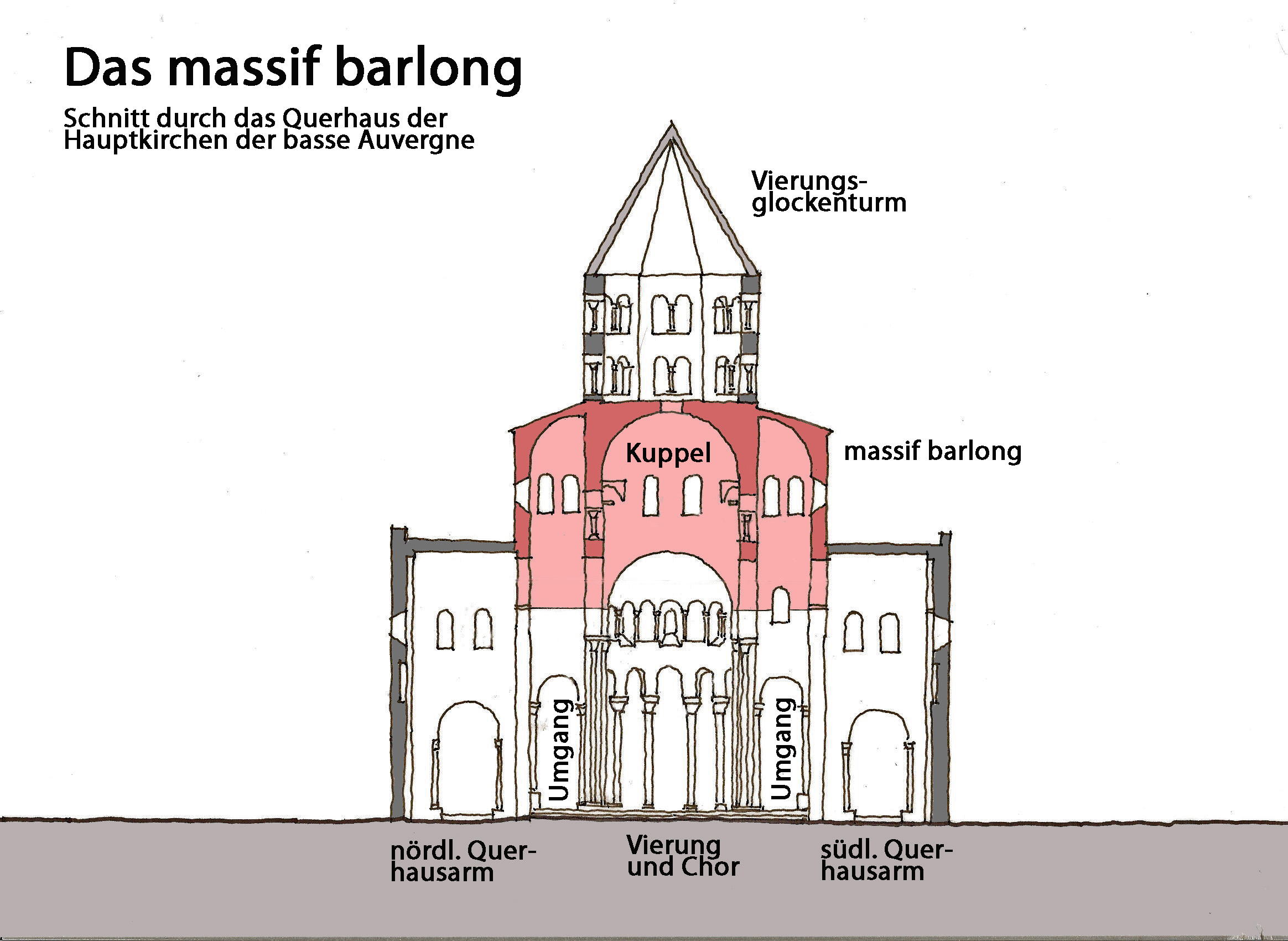
Sección de iglesia con el macizo

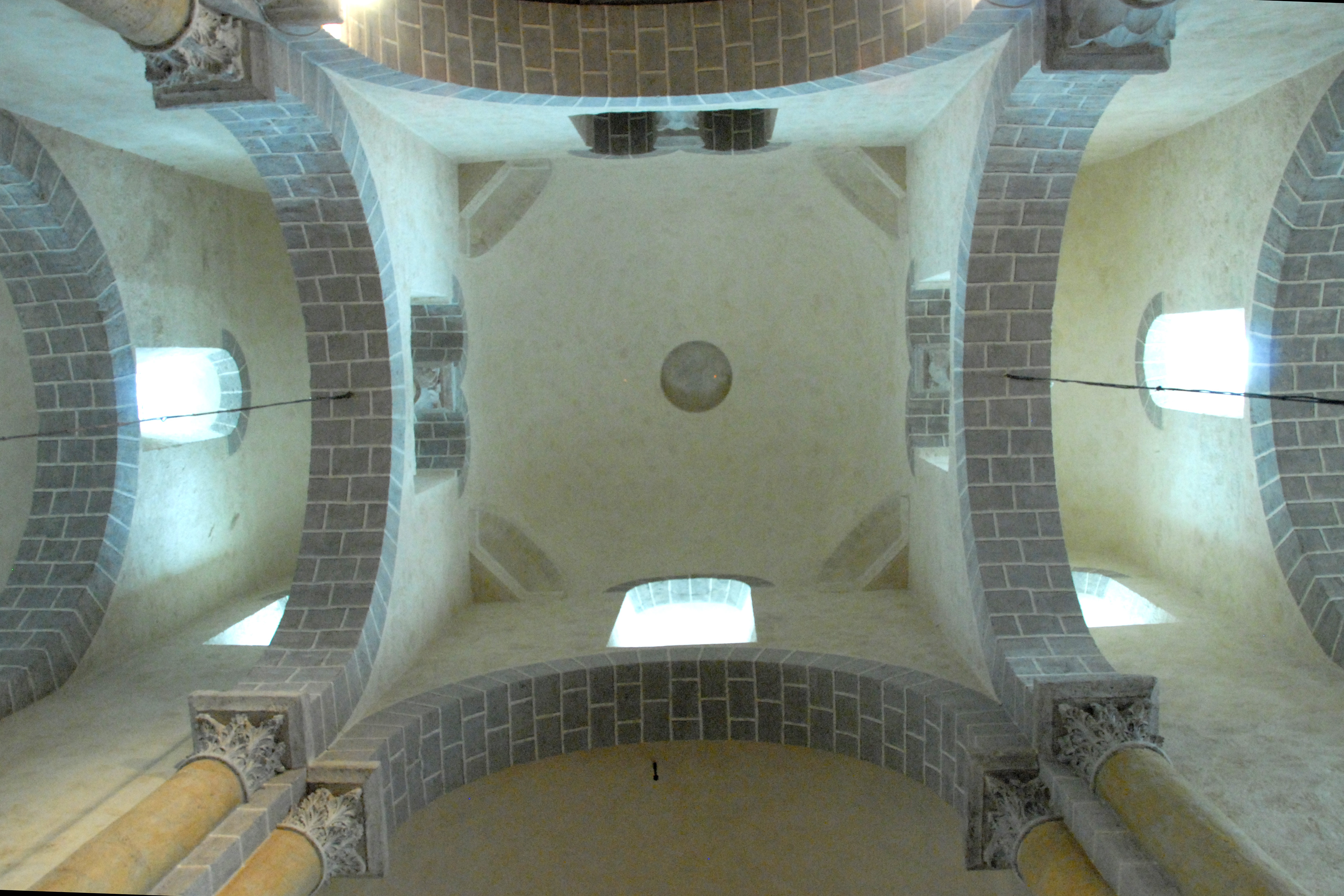
Interior del macizo barlongo de la iglesia de Saint-Nectaire

En arquitectura, el macizo barlong o barlongo (en francés: massif barlong) es un cuerpo macizo construido que se dispone en las cabeceras de ciertas iglesias románicas de Francia, un paralelepípedo alargado transversalmente («barlong» significa en francés, «extendido transversalmente») que supera el crucero del transepto y está coronado por el campanario.

## Macizo barlongo oriental
La silueta característica de la cabecera de las iglesias románicas auvernesas (de la Baja Auvernia, en Francia) llamadas «mayores» (majeures) es en buena parte debida al macizo barlongo, que refuerza el impulso vertical y el escalonamiento volúmenes.
Esas iglesias  «mayores» de Auvernia —basílica de Nuestra Señora del Puerto, en Clermont-Ferrand, iglesia de San Austremonio de Issoire, basílica de Nuestra Señora de Orcival, iglesia de Saint-Nectaire e iglesia de Nuestra Señora de San Saturnino, que presentan el tipo completo—, así como otras iglesias menos importantes —iglesia Saint-Julien de Chauriat o colegiata Saint-Victor y Sainte-Couronne d'Ennezat del tipo incompleto—, se caracterizan por una notable cabecera (en sentido amplio del término), a veces llamado «pirámide auvernesa» (pyramide auvergnate) constituida por una estadificación de volúmenes de altura creciente:
- dos absidiolos adosados a los brazos del transepto;
- tres o cuatro capillas radiantes (salvo en Saint-Saturnin);
- una capilla axial rectangular (únicamente en Issoire);
- el deambulatorio;
- el coro;
- los brazos del transepto;
- el macizo barlongo;
- el campanario octogonal[3]

El aumento gradual de los volúmenes se acentúa aún más por las dos cubiertas inclinadas del macizo barlongo que enmarcan el nacimiento de la torre del campanario.

Ejemplos de macizos barlongos
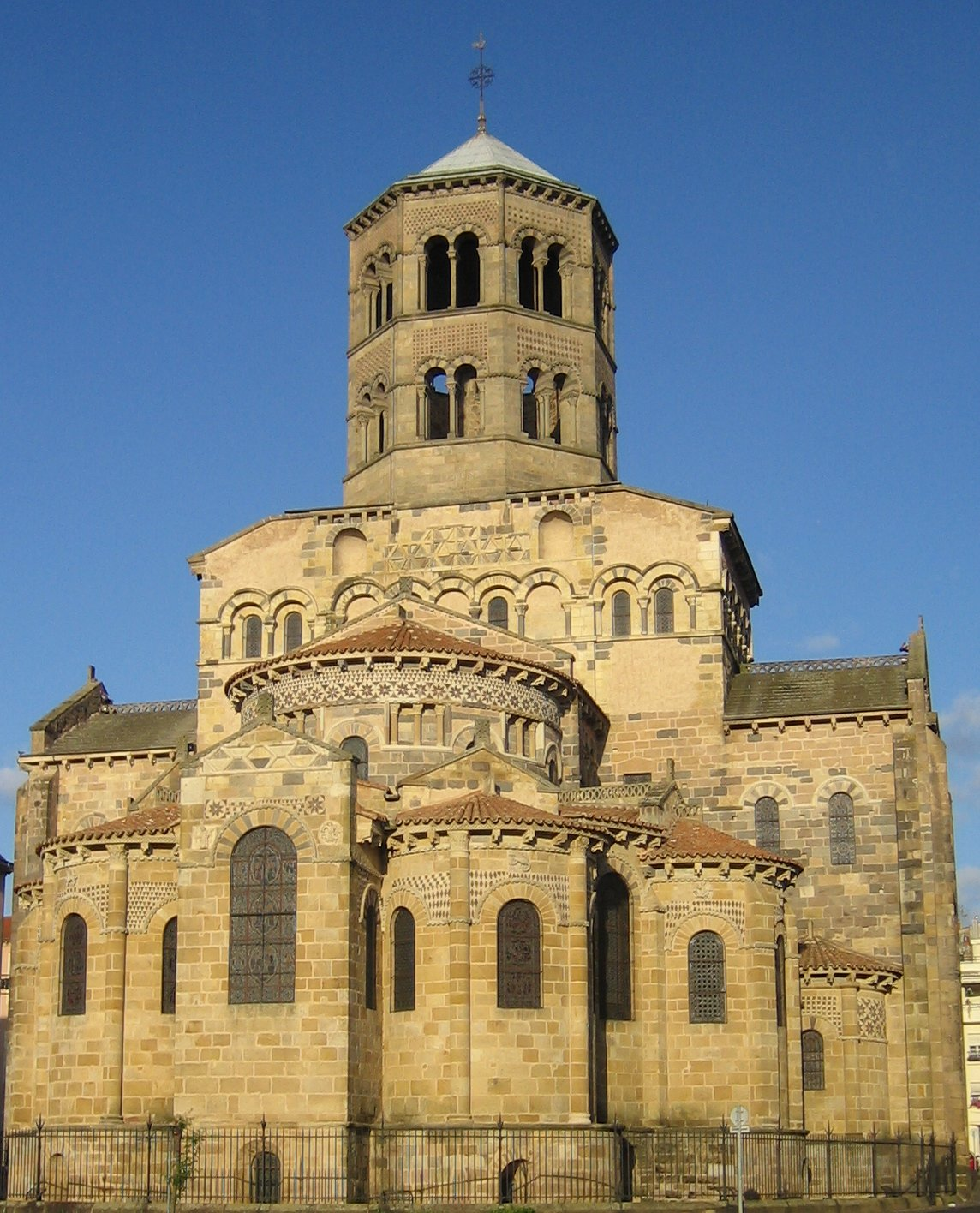
Iglesia de San Austremonio de Issoire
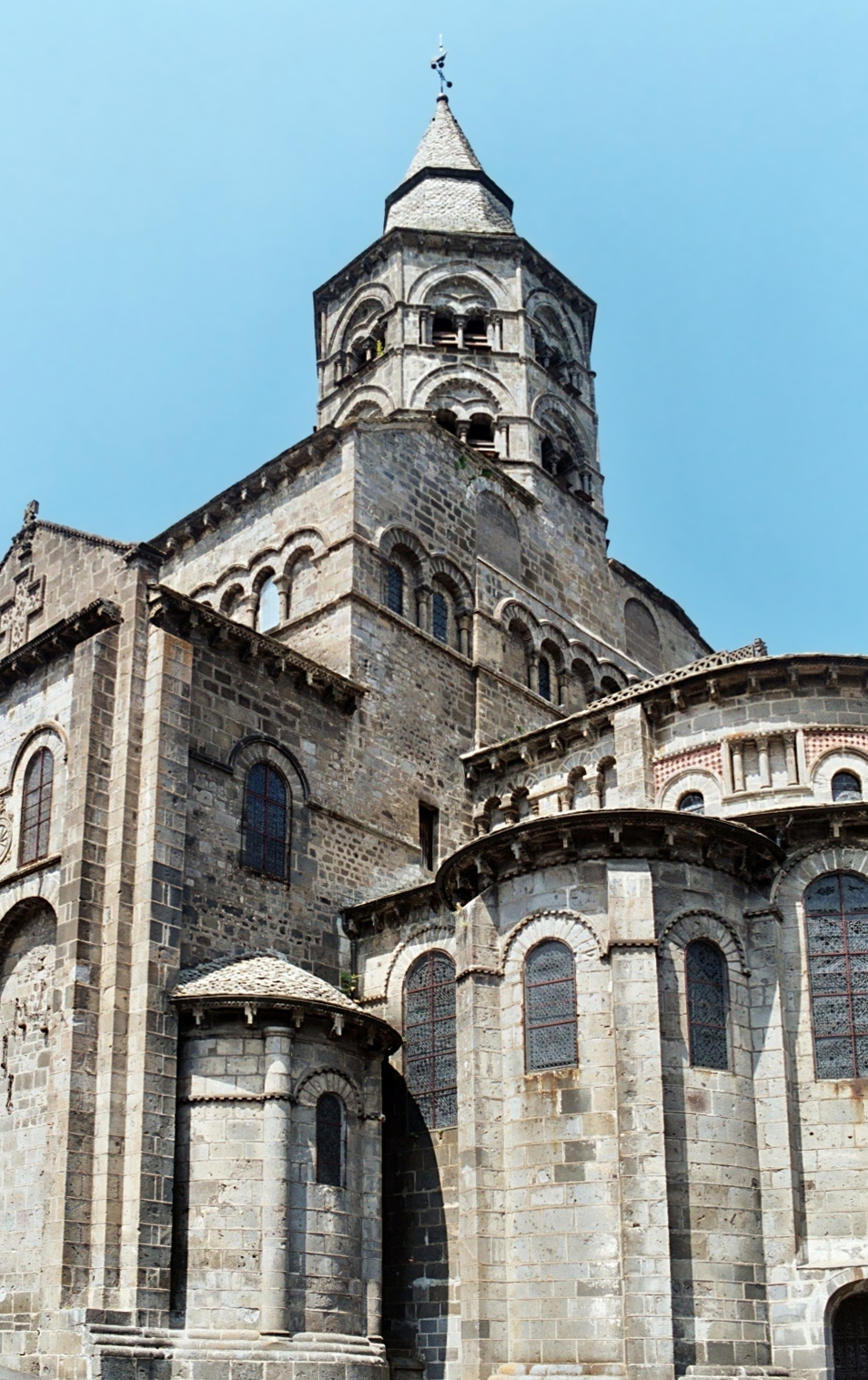
Basílica de Nuestra Señora de Orcival
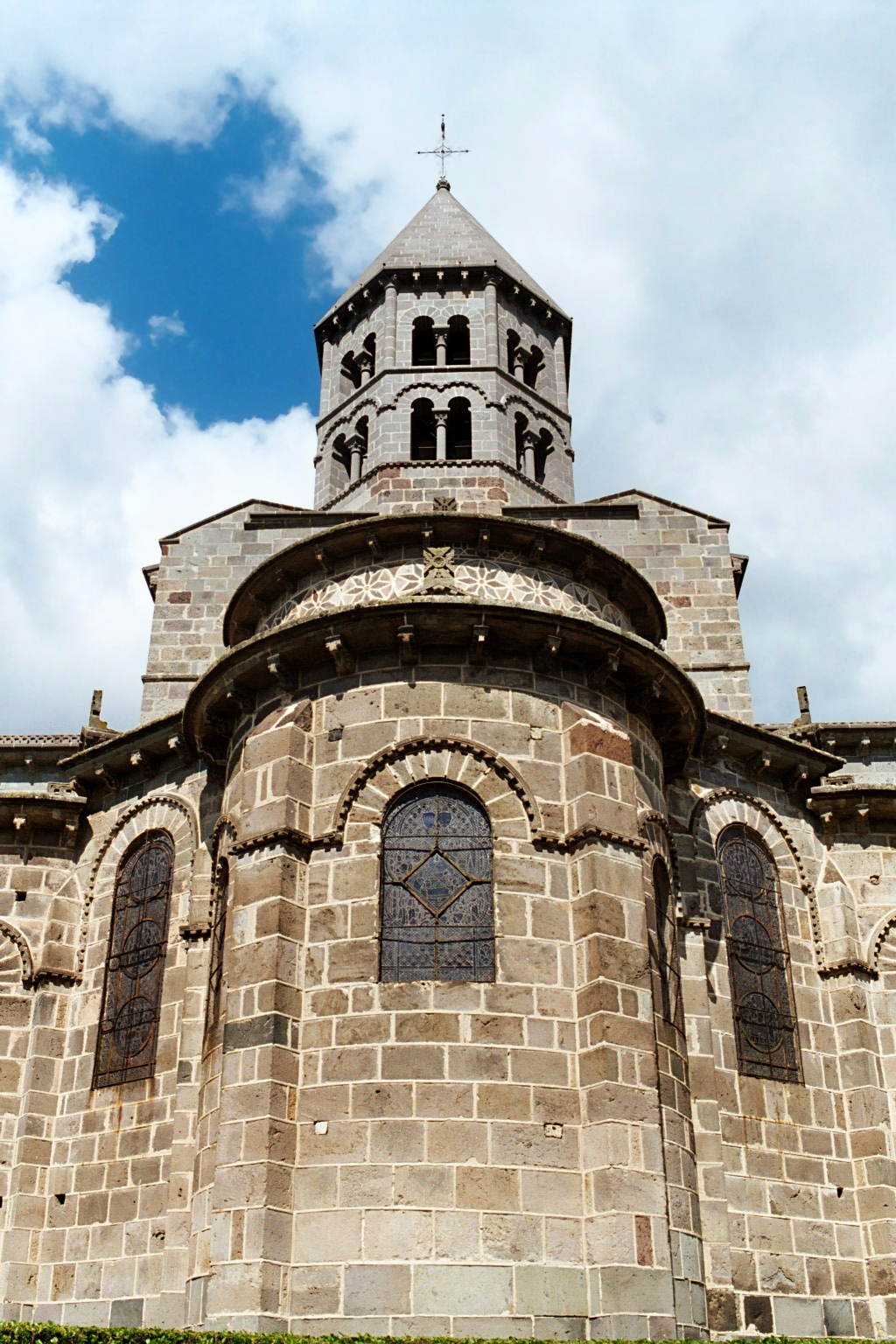
Iglesia de Saint-Nectaire
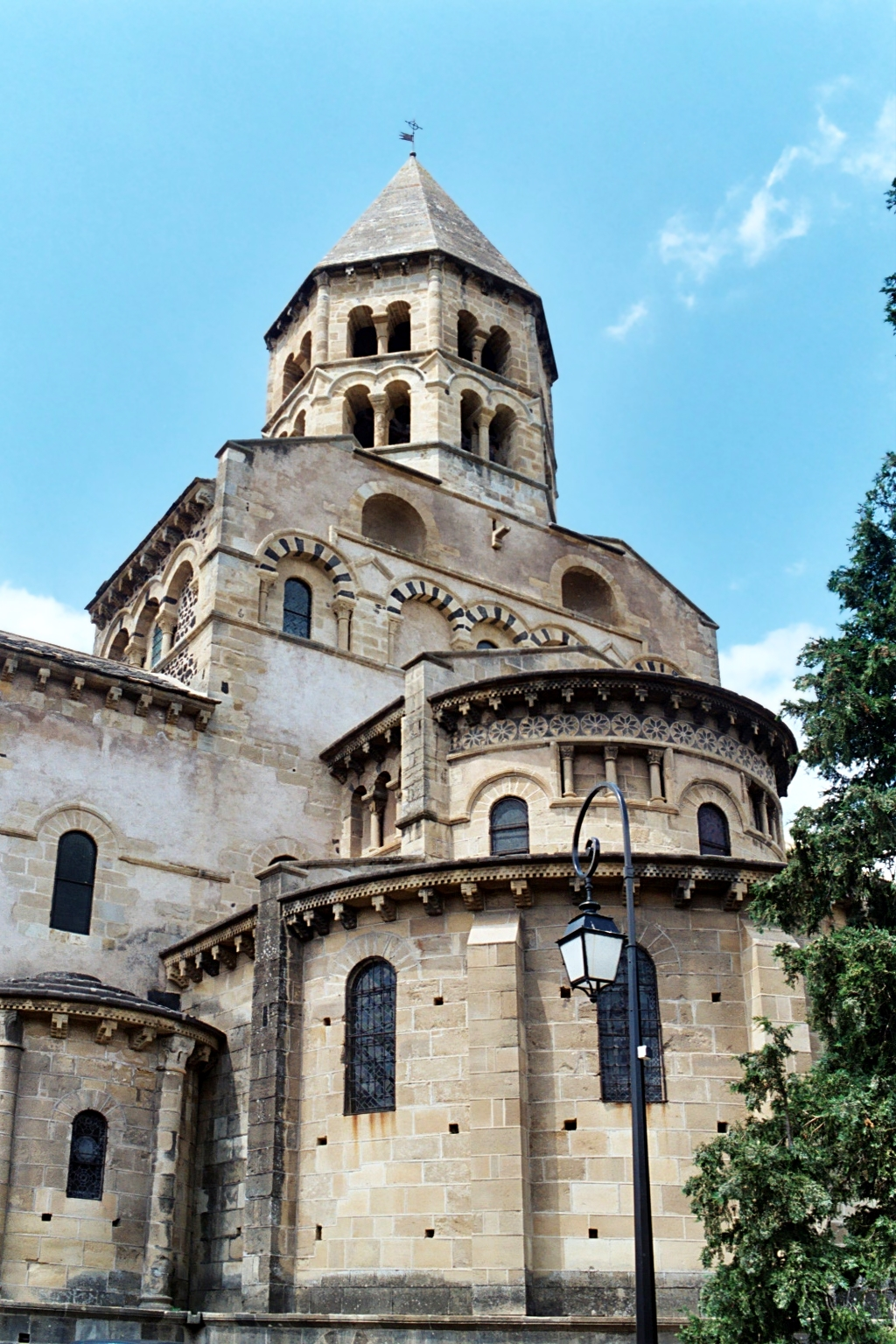
Iglesia de Nuestra Señora de San Saturnino

## Macizo barlongo occidental

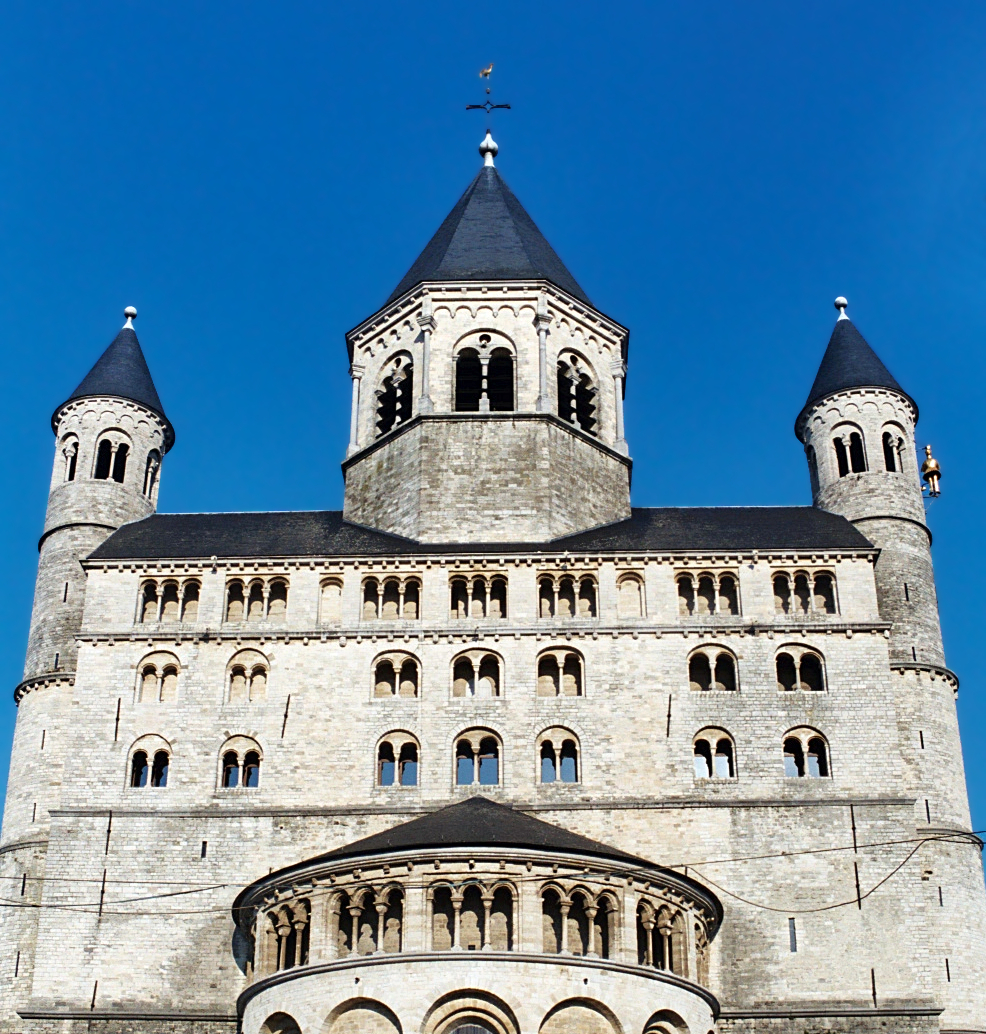
Colegiata Santa Gertrudis de Nivelles

En algunos casos raros, como en la colegiata Santa Gertrudis de Nivelles (Bélgica), el macizo barlongo forma parte del «massif occidental» o «avant-corps occidental»."edificio occidental frente" "occidental masiva" .
El macizo occidental o westwerk de la colegiata Sainte-Gertrude (construida en la época románica tardío, alrededor de 1160-1170, en el lugar del «Westbau» del edificio carolingio anterior) se compone de cuatro elementos:
- el macizo barlongo
- un ábside occidental o «contra-ábside»
- un campanario octogonal
- dos torretas laterales

Contrariamente al macizo barlongo auvernés que tiene dos aguadas a cada lado del nacimiento de la torre del campanario, el de Nivelles está cubierto por una sencilla cubierta a una única aguada.